# Schöne Vierstreifengrasmaus
Die Schöne Vierstreifengrasmaus (Rhabdomys dilectus) ist ein im zentralen und südlichen Afrika verbreitetes Nagetier in der Gattung der Afrikanischen Striemen-Grasmäuse.

## Merkmale
Erwachsene Exemplare erreichen mit Schwanz eine Länge von 180 bis 260 mm, die Schwanzlänge beträgt 80 bis 130 mm und das Gewicht liegt bei 30 bis 85 g. Die dunkle rotbraune Grundfarbe der Oberseite wird zu den Seiten hin heller, während die Unterseite von hell-graubraunem Fell bedeckt ist. Wie bei der Eigentlichen Vierstreifengrasmaus (Rhabdomys pumilio) sind vier schwarzbraune Längsstreifen auf dem Rücken vorhanden. Die Rückseite der Ohren und die Region um die Nasenspitze weisen rosa Tönungen auf.

## Verbreitung
Dieses Nagetier hat mehrere disjunkte Populationen von Kenia im Osten und Angola im Westen bis zum östlichen Südafrika. Die Exemplare leben in Savannen und in anderen Grasländern, in denen unter anderem das Lampenputzergras Pennisetum clandestinum häufig auftritt. Sie halten sich weiterhin in Buschländern und Kulturlandschaften auf. Die Art bevorzugt feuchte Gebiete, die jedoch nicht zu nass sein sollten. Wenn sie zur Nahrungssuche Vorratsgebäude besuchen, werden sie als Schädlinge betrachtet.

## Lebensweise
Die tagaktive Schöne Vierstreifengrasmaus frisst Pflanzensamen, grüne Pflanzenteile und Insekten. Die Fortpflanzungszeit reicht abhängig von der Verbreitung von August bis März oder April. Bei Weibchen kommen zwei bis fünf Würfe pro Jahr vor, bei einer durchschnittlichen Trächtigkeitsdauer von 25,4 Tagen. Ein Wurf enthält bis zu 11 Neugeborene. In der Wildnis leben die meisten Exemplare nicht länger als 1,5 Monate. Tiere in Gefangenschaft erreichten ein Alter von zwei Jahren. Die Schöne Vierstreifengrasmaus fällt verschiedenen Beutegreifern wie Schlangen, Raubvögeln, dem Karakal, Altwelt-Wildkatzen und dem Schabrackenschakal zum Opfer.

## Gefährdung
In Zukunft können sich die Folgen der globalen Erwärmung negativ auswirken. Die IUCN schätzt die Gesamtpopulation als stabil ein und listet die Art als nicht gefährdet (least concern).